# آنتونیو وویاک
آنتونیو وویاک (به ایتالیایی: Antonio Vojak) بازیکن فوتبال و اهل ایتالیا است که از سال ۱۹۳۲ میلادی عضو تیم ملی فوتبال ایتالیا بوده و در ۱ بازی ملی حضور داشته‌است. او در بازی‌های ملی‌اش گلی به ثمر نرساند.
آنتونیو وویاک آخرین بازی ملی خود را در سال ۱۹۳۲ میلادی انجام داد.
او بیشتر برای حضور در تیم های ایتالیایی یوونتوس و ناپولی مشهور است،که برای این تیم رکورد بیشترین گل زده در سری آ را  به خود اختصاص داده است او همچنین دومین گلزن تاریخ ناپولی در لیگ های ایتالیا است.
برادر کوچکتر او اولیویه ووجاک نیز به صورت حرفی ای در یوونتوس و ناپولی باز کرده است.